# Plankinton (Dakota Południowa)
Plankinton – miasto w Stanach Zjednoczonych, w stanie Dakota Południowa, w hrabstwie Aurora.